# Haringvlietdam

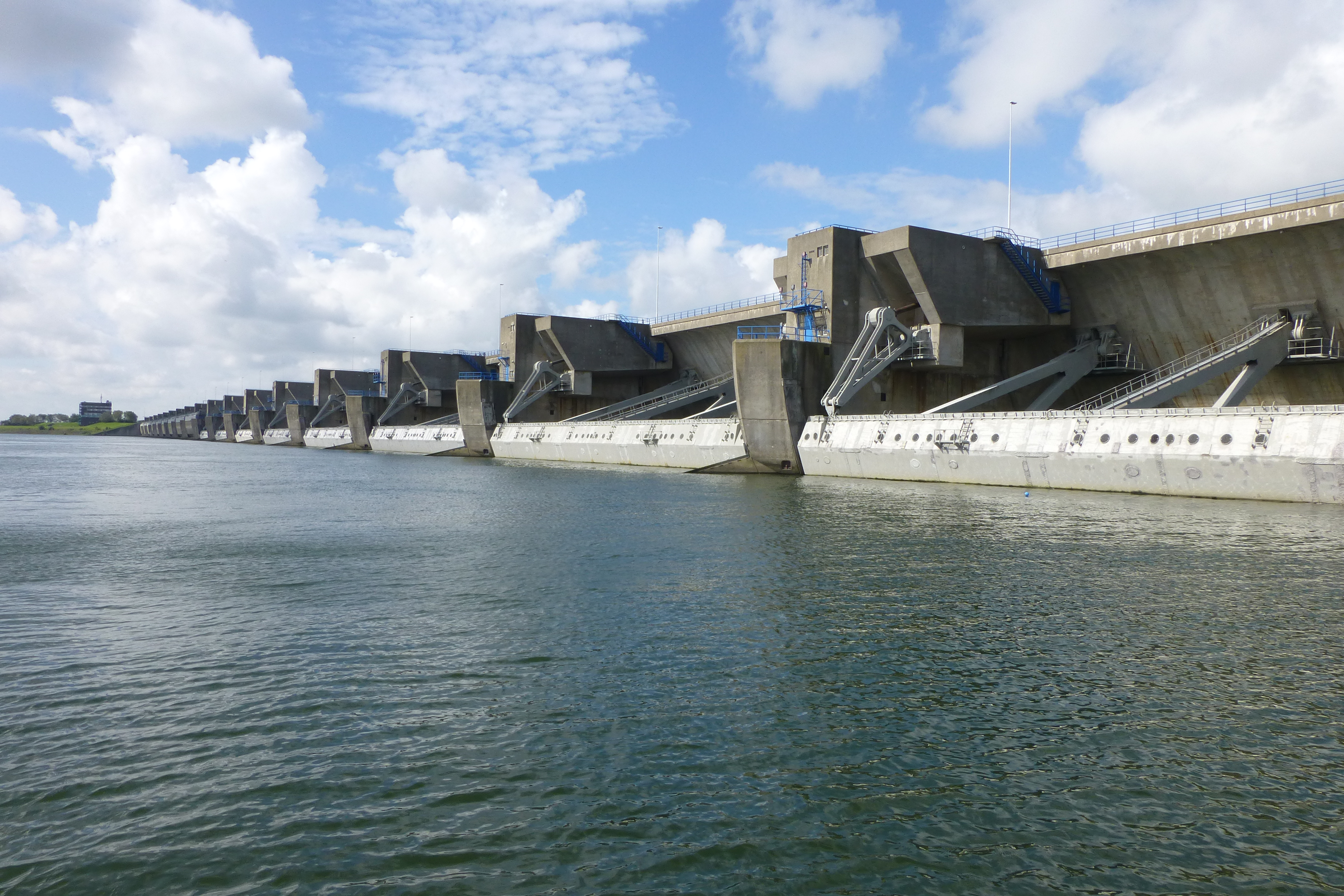
Haringvlietdam

Haringvlietdam – zapora przeciwpowodziowa na Haringvliet, w prowincji Holandia Południowa, w Holandii, pomiędzy wyspami Voorne-Putten i Goeree-Overflakkee, w pobliżu miasta Hellevoetsluis. Została wybudowana w latach 1958–1970 w ramach planu Delta i otwarta 25 listopada 1971 roku przy udziale królowej Juliany. Całkowita długość tamy wynosi 4,5 km. W jej środkowej części znajduje się kompleks 17 śluz, każda wyposażona w podwójną ruchomą zaporę. W południowej części tamy znajduje się śluza Goereese sluis umożliwiająca żeglugę przez zaporę. Przez tamę przebiega droga N57. W 2016 roku kompleks śluz uznany został za zabytek.